# Liste der Monuments historiques in Floyon
Die Liste der Monuments historiques in Floyon führt die Monuments historiques in der französischen Gemeinde Floyon auf.

## Liste der Objekte
| Bezeichnung                                  | Beschreibung                     | Standort                       | Kennzeichnung | Schutzstatus | Datum | Bild |
| -------------------------------------------- | -------------------------------- | ------------------------------ | ------------- | ------------ | ----- | ---- |
| Marienaltar mit Retabel                      | Marmor und Holz, 19. Jahrhundert | in der Kirche St-Martin (Lage) | PM59005797    | Inscrit      | 1984  |      |
| Chorschranke                                 | Holz, 19. Jahrhundert            | in der Kirche St-Martin (Lage) | PM59005795    | Inscrit      | 1984  |      |
| Martinsaltar mit Retabel                     | Marmor und Holz, 19. Jahrhundert | in der Kirche St-Martin (Lage) | PM59005796    | Inscrit      | 1984  |      |
| Zwei Beichtstühle                            | Holz, 19. Jahrhundert            | in der Kirche St-Martin (Lage) | PM59005798    | Inscrit      | 1984  |      |
| Hauptaltar mit Tabernakel                    | Marmor und Holz, 19. Jahrhundert | in der Kirche St-Martin (Lage) | PM59005794    | Inscrit      | 1984  |      |
| Gemälde Geburt Jesu mit musizierenden Engeln | 19. Jahrhundert                  | in der Kirche St-Martin (Lage) | PM59005799    | Inscrit      | 1984  |      |